# رومن آداموف
رومن آداموف (روسی: Роман Станиславович Адамов؛ زادهٔ ۲۱ ژوئن ۱۹۸۲) بازیکن فوتبال اهل روسیه بود.
از باشگاه‌هایی که در آن بازی کرده‌است می‌توان به باشگاه فوتبال روستوف، باشگاه فوتبال کریلیا سووتوف سامارا، باشگاه فوتبال ویکتوریا پلزن، باشگاه فوتبال روبین کازان، باشگاه فوتبال احمد گروزنی، باشگاه فوتبال شاختار دونتسک، و باشگاه فوتبال مسکو اشاره کرد.
وی همچنین در تیم‌های ملی فوتبال زیر ۲۱ سال روسیه، و روسیه بازی کرده‌است.